# Levante de Catas Altas
O Levante de Catas Altas foi um levante ocorrido em 1719 em Catas Altas, então parte da Capitania de São Paulo e Minas do Ouro, contando com a participação de Manuel Nunes Viana.